# Långaryds distrikt
Långaryds distrikt är ett distrikt i Hylte kommun och Hallands län. Distriktet ligger omkring Landeryd och Långaryd i västra Småland och gränsar till Halland. 

## Tidigare administrativ tillhörighet
Distriktet inrättades 2016 och utgörs av socknen Långaryd i Hylte kommun.
Området motsvarar den omfattning Långaryds församling hade 1999/2000.

## Tätorter och småorter
I Långaryds distrikt finns en tätort och två småorter.

### Tätorter
- Landeryd

### Småorter
- Långaryd
- Nyby